# Ebriacea
Die Ebriacea sind eine kleine Gruppe heterotropher Flagellaten, die aus nur zwei planktonisch im Meer vorkommenden Arten besteht. Ihre systematische Stellung war lange unklar, heute werden sie zu den Cercozoa gestellt.

## Merkmale
Die Vertreter sind einzellige, schwimmende Flagellaten. Die beiden Geißeln setzen subapikal an. Sie besitzen ein inneres, festes Skelett aus verzweigten oder durchlöcherten Silikat-Stäben. Die Zellen sind nackt, sie besitzen also keine äußere Zellwand. In einer Arbeit wurde jedoch eine Schicht fibrillären Materials außerhalb der Zellmembran beobachtet.
Ihr Zellkern ist groß und besitzt einen auffälligen Nukleolus, die Chromosomen sind auch in der Interphase kondensiert.

## Verbreitung und Ernährung
Die Ebriacea kommen weltweit im küstennahen Meeresplankton vor. Sie kommen meist nur in geringen Dichten vor. Während Ebria in kalten bis temperaten Gewässern vorkommt, findet man Hermesium in warmen Gewässern. Sie ernähren sich phagotroph von Phytoplankton. Die Art der Nahrungsaufnahme ist unbekannt, das Fehlen eines Zellmundes lässt auf die Nahrungsaufnahme durch Pseudopodien schließen, deren Vorhandensein allerdings nicht schlüssig bewiesen ist. 

## Systematik
Die systematische Stellung der Ebriacea war lange unklar. Im 20. Jahrhundert wurden sie unter verschiedensten Namen zu den Silicoflagellatae, den Dinoflagellata, den Sarcomastigophora, den Opalozoa und Neomonada zugeordnet. In der Systematik der Eukaryoten von Adl et al. 2005 wurden sie als incertae sedis innerhalb der Eukaryoten geführt. Molekulargenetische Untersuchungen an Ebria tripartita zeigten 2006, dass die Gruppe zu den Cercozoa gehört. Hier sind sie zusammen mit mehreren nicht kultivierten Proben die Schwestergruppe der Cryomonadida. 
Die Ebriacea bestehen rezent aus nur zwei gesicherten Arten:
- Ebria tripartita
- Hermesinum adriaticum

Die Gruppe ist fossil seit der Kreidezeit bekannt, ihre höchste Diversität erreichten sie im Miozän.

## Belege
- Sina M. Adl et al.: The New Higher Level Classification of Eukaryotes with Emphasis on the Taxonomy of Protists. The Journal of Eukaryotic Microbiology, Band 52, 2005, S. 399–451. doi:10.1111/j.1550-7408.2005.00053.x.
- Mona Hoppenrath, Brian S. Leander: Ebriid Phylogeny and the Expansion of the Cercozoa. Protist, Band 157, 2006, S. 279–290, doi:10.1016/j.protis.2006.03.002.